# Geološka fakulteta v Moskvi
Geološka fakulteta v Moskvi  je javna fakulteta, ki ponuja študij geologije in deluje v sklopu Moskovske državne univerze; ustanovljena je bila leta 1983.